# John Mearsheimer
John Joseph Mearsheimer (/ˈmɪərʃaɪmər/; 14 dicembre 1947) è un politologo statunitense, studioso di relazioni internazionali che appartiene alla scuola di pensiero realista. È R. Wendell Harrison Distinguished Service Professor presso l'Università di Chicago.
Mearsheimer è noto soprattutto per aver sviluppato, all'interno del suo libro del 2001 La tragedia delle grandi potenze, la teoria del realismo offensivo (che rientra nella corrente neorealista, anche definita realismo strutturale) sostenente che l'interazione tra le grandi potenze sia guidata principalmente dal desiderio razionale di raggiungere l'egemonia regionale in un sistema internazionale anarchico. Inoltre, sostiene che l'acqua abbia un potere frenante che impedisce agli Stati di raggiungere l'egemonia mondiale. Secondo la sua teoria, Mearsheimer ritiene che la crescente potenza della Cina la porterà probabilmente ad un conflitto con gli Stati Uniti.
Nel libro scritto assieme a Stephen Walt del 2007 La Israel lobby e la politica estera americana, Mearsheimer e Walt sostengono che la lobby israeliana negli Stati Uniti esercita un'influenza sproporzionata sulla politica estera degli Stati Uniti.
Nel volume How States Think del 2023 Mearsheimer e Sebastian Rosato si interrogano sulla razionalità o irrazionalità dell'agire degli Stati, affermando come una decisione è razionale se basata su teorie credibili e un processo deliberativo, viceversa è irrazionale se fondata su teorie non credibili e in assenza di un procedimento decisionale franco e aperto.

## Opere tradotte
- La tragedia delle grandi potenze, Milano, LUISS University Press, 2019
- (con Stephen Walt) La lobby israeliana e la politica estera degli USA, Trieste, Asterios Editore, 2007
- Verità e bugie nella politica internazionale, Milano, Luiss University Press, 2018
- La grande illusione. Perché la democrazia liberale non può cambiare il mondo, Milano, Luiss University Press, 2019
- Ritorno al futuro. La crisi dell’Europa dopo la Guerra fredda, Viareggio, La Vela 2020